# Paul Askenasy
Paul Askenasy (* 27. August 1869 in Grünhübel; † 25. Dezember 1938 in Berlin oder Buenos Aires) war ein deutscher Elektrochemiker.

## Leben
Er war der Sohn eines Gutsbesitzers aus dem Umland von Breslau. Nach dem Besuch des Gymnasiums St. Maria-Magdalena in Breslau ging er zum Studium von Chemie und Naturwissenschaften an die Breslauer Universität und die Universität Heidelberg. Als Assistent von Victor Meyer verteidigte er im Jahre 1892 erfolgreich seine Dissertation, deren Thema lautete Beiträge zur Kenntnis der Vorgänge bei der langsamen Verbrennung explosiver Gasgemische.
Von 1894 bis 1902 war Paul Askenasy als Direktor der Akkumulatorenwerke in Marly-le-Grand bei Freiburg in der Schweiz und der Akkumulatorenwerke Pollak AG Frankfurt am Main und Wien tätig. 1902 erhielt er eine Anstellung an der Technischen Hochschule Karlsruhe.
Am 25. März 1903 trat er in das Konsortium für elektrochemische Industrie in Nürnberg ein und war bis 1908 dessen erster Geschäftsführer. In dieser Zeit erhielt er von Alexander Wacker den Auftrag, sich verstärkt mit dem Rohstoff Calciumcarbid und dessen Verwendungsmöglichkeiten zu befassen.
1908 habilitierte er sich an der Technischen Hochschule Karlsruhe und war dort als Privatdozent tätig. Gleichzeitig übernahm Paul Askenasy die Redaktion der „Zeitschrift für Elektrochemie und angewandte physikalische Chemie“, die er bis 1923 innehatte.
1910 wurde er außerordentlicher Professor und ab 1920 ordentlicher Professor für Chemische Technik und Direktor des chemisch-technischen Instituts an der Technischen Hochschule in Karlsruhe. In dieser Zeit legte er mehrere wissenschaftliche Publikationen vor, die sich mit chemischen Technologien und der Elektrochemie befassten. Askenasy entdeckte die Herstellung von chlorierten Kohlenwasserstoffverbindungen auf Basis von Calciumcarbid, worauf sich das Konsortium für elektrochemische Industrie mehrere Patente erteilen ließ.
Nach der Machtergreifung der Nationalsozialisten wurde er am 5. April 1933 kurzfristig und dann im Juli 1933 endgültig auf der Grundlage des § 3 des „Gesetzes zur Wiederherstellung des Berufsbeamtentums“ wegen seiner jüdischen Herkunft in den Ruhestand versetzt.

## Schriften (Auswahl)
- Einführung in die technische Elektrochemie, Band 1 Elektrothermie, Braunschweig, 1910.
- Einführung in die technische Elektrochemie, Band 2 Ausgewählte Kapitel der Elektrolyse wässeriger Lösungen und der Gewinnung des Aluminiums, Braunschweig, 1910.